# نبرد قهرمانان (۲۰۱۶)
نبرد قهرمانان (به انگلیسی: Clash of Champions) یک رویداد غیر رایگان (Pay-Per-View) در کشتی حرفه‌ای می‌باشد که توسط کمپانی دبلیودبلیوئی تهیه می‌شود و این دوره‌اش که اولین دوره آن بود، در ۲۵ سپتامبر ۲۰۱۶ در مجموعه ورزشی بَنکِرز لایف فیلدهَوس شهر ایندیاناپولیس ایالت ایندیانا برگزار شد. این اولین نبرد قهرمانان سالانه خواهد بود و جایگزین شب قهرمانان شده‌است. در این رویداد، کشتی‌گیران برند راو حضور دارند.

## زمینه‌سازی
نبرد قهرمانان شامل مسابقاتی بین دشمنی‌های موجود، ماجراهای پیش آمده و استوری‌هایی خواهد بود که پیش از این در برنامه‌های راو پخش شده بود. کشتی‌گیرها با توجه به مسابقات یا سری اتفاقاتی که برایشان رخ می‌دهد و تنش را به حد اکثر می‌رساند، نقش منفی یا قهرمان به خود می‌گیرند.

## نتایج

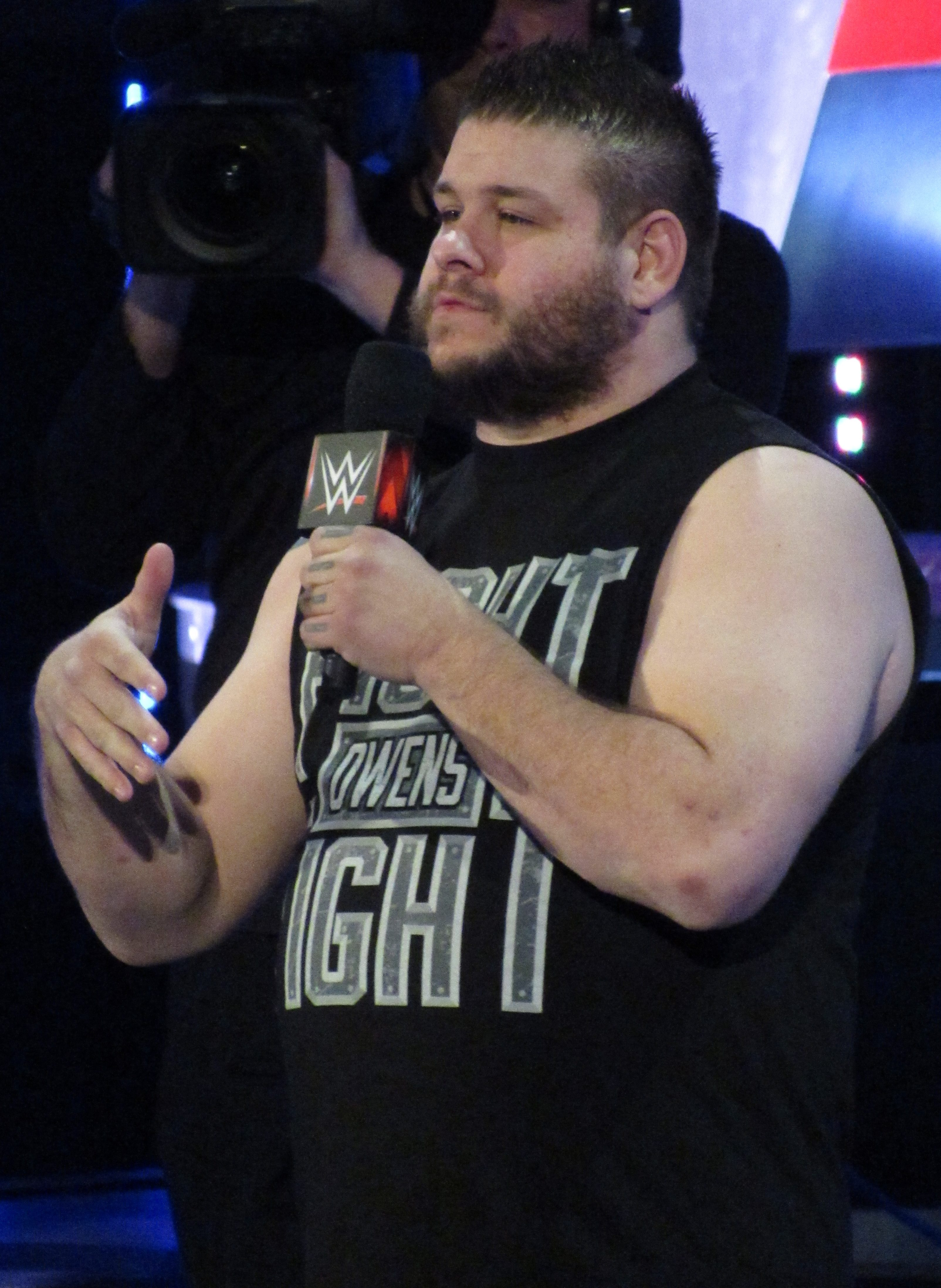
کوین اونز در سال ۲۰۱۶

| #                                                                                                 | نتایج                                                                               | نوع مسابقه                                                                                               | مدت زمان |
| ------------------------------------------------------------------------------------------------- | ----------------------------------------------------------------------------------- | --- | -------- |
| ۱پ                                                                                                | نایا جکس پیروز مقابل آلیشا فاکس                                                     | مسابقه تک نفره                                                                                           | 4:55     |
| ۲                                                                                                 | د نو دی (کوفی کینگستون، بیگ ای (با حضور زِیویِر وودز) (ق) پیروز مقابل گالوز و اندرسون | مسابقه تگ تیم برای قهرمانی کمربندهای تگ تیم                                                              | 6:45     |
| ۳                                                                                                 | تی.جی. پرکینز (ق) پیروز مقابل براین کندریک با تسلیم                                 | مسابقه تک نفره برای قهرمانی کمربند میان‌وزن دبلیودبلیوئی                                                  | 10:31    |
| ۴                                                                                                 | سِزارو مقابل شیمس بدون برنده به پایان رسید                                           | مسابقه تک نفره؛ مسابقه نهایی از سری مسابقات هفت‌مرحله‌ای بین این دو کشتی‌گیر نتیجه تا قبل از این مسابقه ۳-۳ | 16:36    |
| ۵                                                                                                 | کریس جریکو پیروز مقابل سمی زین                                                      | مسابقه تک نفره                                                                                           | 15:22    |
| ۶                                                                                                 | شارلوت (ق) (با همراهی دِینا بروک) پیروز مقابل بِیلی و ساشا بنکس                       | مسابقه تریپل ترت برای قهرمانی کمربند زنان راو                                                            | 15:28    |
| ۷                                                                                                 | رومن رینز پیروز مقابل روسِف (ق) (با همراهی لانا)                                     | مسابقه تک نفره برای قهرمانی کمربند ایالات متحده                                                          | 17:07    |
| ۸                                                                                                 | کوین اونز (ق) پیروز مقابل سث رالینز                                                 | مسابقه تک نفره برای قهرمانی کمربند یونیورسال دبلیودبلیوئی                                                | 25:07    |
| - (c) – نشان‌دهنده قهرمان(هایی) است که به میدان می‌روند - پ – نشان‌دهنده این است که مسابقه در پری–شو |                                                                                     | |          |